# Озынкуль
Озынкуль или Озын-Куль — озеро в России, располагается в километре северо-западнее села Ямбухтино на территории Спасского района Республики Татарстан. Относится к бассейну реки Актай.
Представляет собой водоём карстово-суффозионного происхождения. Озеро имеет продолговатую форму, длиной 450 м и максимальной шириной в 200 м. Площадь водной поверхности озера составляет 6,52 га. Наибольшая глубина достигает 1,7 м, средняя глубина равняется 1,1 м. Уровень уреза воды находится на высоте 91 м над уровнем моря. Питание озера обеспечивается атмосферными осадками и грунтовыми водами.